# 丸山剛司
丸山 剛司（まるやま つよし、1951年 - ）は、日本の文部科学技官。文部科学省科学技術・学術政策局長や、内閣府政策統括官、内閣官房宇宙開発戦略本部事務局長代理を経て、東京工業大学副学長、中央大学理工学部特任教授。

## 人物・経歴
東京都生まれ。1973年東京工業大学（のちの東京科学大学）工学部電気工学科卒業。1975年同大学大学院理工学研究科電子工学専攻修士課程修了、工学修士。同年科学技術庁入庁。1981年ハーバード大学ケネディ・スクール公共政策専攻修士課程修了、MPP。
1991年科学技術庁研究開発局宇宙国際課長。1993年動力炉・核燃料開発事業団国際部担当役。1995年科学技術庁科学技術振興局国際課長。1996年科学技術庁研究開発局海洋地球課長。1998年科学技術庁科学技術政策局計画・評価課長。2000年科学技術庁科学技術政策局政策課長。2001年文部科学省大臣官房政策課長、東京大学工学部非常勤講師。
2002年文化庁長官官房審議官。2003年文部科学省大臣官房審議官（研究振興局担当）、ハーバード大学ケネディスクール日本同窓会副会長。2004年文部科学省大臣官房審議官（大臣官房担当）。2005年文部科学省大臣官房総括審議官。同年文部科学省科学技術・学術政策局長。2006年内閣府政策統括官（科学技術・イノベーション担当）。2008年内閣官房内閣審議官兼宇宙開発戦略本部事務局長代理。
2009年東京大学大学院工学系研究科非常勤講師。2011年中央大学理工学部特任教授。2012年科学技術振興機構研究開発戦略センター特任フェロー。2012年東京工業大学副学長（特命担当）。2014年日本MOT振興協会監事。2018年大学基準協会公共政策系専門職大学院認証評価委員。